# 메리 카버
메리 카버(Mary Carver, 1924년 5월 3일 ~ 2013년 10월 18일)는 미국의 연극 배우, 영화배우, 텔레비전 배우이다.
로스앤젤레스에서 태어났으며 우들랜드힐스에서 사망하였다. 사인은 질병이다.

## 방송
- 달리는 사이먼

## 영화
- 세이프 (1995년)
- 섹스, 살인 그리고 운명 (1995년)
- 다니엘 스틸 - 가족 앨범 (1994년)
- 아라크네의 비밀 (1990년)
- 베스트 셀러 (1987년)
- 프로토콜 (1984년)
- 달리는 사이먼 (1981년)
- 로즈 가든 (1977년)
- 형사 Q (1976년)
- 실물보다 큰 (1956년)
- 딜론 보안관 (1955년)
- 지상에서 영원으로 (1953년)